# Suture métopique
La suture métopique est la suture crânienne formant une ligne médiane au niveau de l'os frontal au milieu de la glabelle et qui va s'atténuer pour la plupart des gens à l'âge de 6 ans.
Sa présence dans le crâne fœtal, ainsi que d'autres sutures crâniennes et des fontanelles, confère une malléabilité au crâne pour faciliter le mouvement de la tête à travers le canal cervical et le vagin pendant l'accouchement. Le tissu conjonctif dense trouvé entre les os frontaux est remplacé par du tissu osseux à mesure que l'enfant grandit.

## Suture frontale persistante
Chez certains individus, la suture peut persister (totalement ou partiellement) jusqu'à l'âge adulte. Elle est nommée suture frontale persistante . Sa prévalence est d'environ 4 % chez les femmes et d'environ 2 % chez les hommes.
La suture peut couper en deux l'os frontal et aller du nasion au bregma ou persister comme une suture partielle ou se présenter comme un sillon médian en dents de scie plus ou moins étendu.

## Aspect clinique
Les sutures frontales persistantes n'ont aucune signification clinique, bien qu'elles puissent être confondues avec des fractures crâniennes.
Les sutures frontales persistantes sont visibles sur les radiographies, elles peuvent être utiles pour l'identification médico-légale des restes squelettiques humains.
Si la suture n'est pas présente à la naissance car les deux os frontaux ont fusionné prématurément (craniosynostose), la croissance crânienne va provoquer une déformation en carène du crâne appelée trigonocéphalie.